# هپی ولی، استرالیای جنوبی
هپی ولی (به انگلیسی: Happy Valley) یک حومه شهر در استرالیا است که در استرالیای جنوبی واقع شده‌است.